# Dekanat Radomsko – Najświętszego Serca Pana Jezusa
 Dekanat Radomsko – Najświętszego Serca Pana Jezusa – jeden z 36 dekanatów rzymskokatolickich należących do archidiecezji częstochowskiej. Należy do regionu radomszczańskiego.

## Władze dekanatu
- dziekan: ks. Stanisław Kotyl

## Parafie
Do dekanatu Radomsko – Najświętszego Serca Pana Jezusa należy 10 parafii:
- Radomsko – parafia bł. Michała Kozala w Radomsku
- Radomsko – parafia Miłosierdzia Bożego w Radomsku
- Radomsko – parafia Najświętszego Serca Pana Jezusa w Radomsku
- Radomsko – parafia Najświętszej Maryi Panny Królowej Polski w Radomsku
- Radomsko – parafia św. Jadwigi Królowej w Radomsku
- Radomsko – parafia św. Maksymiliana Marii Kolbego w Radomsku
- Radomsko – parafia św. Marii Magdaleny
- Radomsko – parafia św. Rocha w Radomsku
  - kościół parafialny pw. św. Rocha w Radomsku
  - kościół filialny pw. św. Joachima i Anny
  - Ładzice – kaplica pw. św. Izydora.
- Radziechowice – parafia św. Rozalii z Palermo w Radziechowicach
- Szczepocice – parafia bł. Karoliny Kózkówny w Szczepocicach